# Cúp quốc gia Scotland 1922–23
 Cúp quốc gia Scotland 1922-23 là mùa giải thứ 45 của giải đấu bóng đá loại trực tiếp uy tín nhất Scotland. Chức vô địch thuộc về Celtic, khi đánh bại Hibernian 1–0 trong trận Chung kết.

## Bán kết
| Celtic | v | Motherwell |
| ------ | - | ---------- |
|        |   |            |

| Hibernian | v | Third Lanark |
| --------- | - | ------------ |
|           |   |              |

## Chung kết
| Celtic  | v | Hibernian |
| ------- | - | --------- |
| Cassidy |   |           |

| CELTIC:          |  |           |
|                  |  |           |
| GK               |  | C. Shaw   |
| FB               |  | McNair    |
| FB               |  | W. McStay |
| RH               |  | J. McStay |
| CH               |  | Cringan   |
| LH               |  | McFarlane |
| RW               |  | McAtee    |
| IF               |  | Gallacher |
| CF               |  | Cassidy   |
| IF               |  | McLean    |
| LW               |  | Connolly  |
| Huấn luyện viên: |  |           |
| W. Maley         |  |           |

| HIBERNIAN:       |  |            |
|                  |  |            |
| GK               |  | Harper     |
| FB               |  | McGinnigle |
| FB               |  | Dornan     |
| RH               |  | Kerr       |
| CH               |  | Miller     |
| LH               |  | H. Shaw    |
| RW               |  | Ritchie    |
| IF               |  | Dunn       |
| CF               |  | McColl     |
| IF               |  | Halligan   |
| LW               |  | Walker     |
| Huấn luyện viên: |  |            |
| A. Maley         |  |            |